# Principio di antifragilità
Il principio di antifragilità è applicabile a qualsiasi ambito ed indica l'attitudine di alcuni sistemi di modificarsi e migliorare a fronte di sollecitazioni, fattori di stress, volatilità, disordine. È un principio enunciato e ampiamente descritto da Nassim Nicholas Taleb nel suo libro del 2012 Antifragile, prosperare nel disordine edito da il Saggiatore.

## Descrizione
Anzitutto dobbiamo definire il sistema. Per sistema si può intendere qualsiasi contesto complesso: una foresta, una azienda, un oggetto, un programma, un individuo, un pianeta, tutto ciò che sa mutare, adattarsi e migliorare grazie ad eventi traumatici.
Per capire il concetto di antifragilità si parte dal suo opposto, la fragilità. Un sistema fragile è esposto continuamente a rischi che possono danneggiarlo o anche distruggerlo. Per proteggere un sistema fragile in genere si mettono in atto comportamenti o modifiche per renderlo più robusto. In tal modo si implementa un concetto di resistenza e di resilienza. Ma robustezza e resilienza portano in sé un grosso limite: la rottura.
Un sistema resiliente o robusto è comunque uguale alla sua versione fragile, solo che ha "qualcosa in più" finalizzato ad aumentare la propria resistenza, alzare il livello del proprio punto di rottura. Un sistema antifragile, invece, subisce l'evento traumatico, lo fa proprio, e lo sfrutta per migliorare.

### La natura come esempio
Per capire meglio questi concetti pensiamo all'ambiente naturale. L'ambiente evolve. Dato che l'ambiente evolve, cioè cambia, è implicito il concetto di "selezione naturale" ovvero tutti gli esseri viventi, animali e non, che riescono ad adattarsi al cambiamento ambientale riescono a sopravvivere. Gli essere viventi che non riescono ad adattarsi periscono. Questo passaggio è fondamentale. L'evoluzione non è basata sulla protezione degli organismi, ovvero su renderli più robusti o resilienti. È basata sul cambiamento, organismi con maggiore capacità di adattamento hanno maggiore probabilità di sopravvivere, non il più forte, ma il più adatto al contesto. 

### Definizione
Veniamo quindi alla definizione di antifragilità.
L'antifragilità è il vero opposto del concetto di fragilità. Denota la caratteristica di un sistema di cambiare e migliorare a fronte di fattori di stress esterni, preferendo adattarsi anziché proteggersi. Un sistema antifragile abbraccia l'imprevisto, l'incertezza, ne assume positivamente il rischio (concetti espressi nel libro il Cigno Nero di Taleb).
In informatica ad esempio il concetto di antifragilità e quello di agilità sono molto connessi arrivando anche a definire un manifesto di antifragilità Archiviato il 29 settembre 2020 in Internet Archive. Nei progetti informatici l'antifragilità indica la capacità di cambiare, di accettare le richieste di cambiamento, di migliorare attraverso l'apprendimento. Nei contesti psichici e sociali, oltre che negli ambiti tecnologici, il pensiero scientifico si sta focalizzando sulle higorà e le relazioni umane che le attraversano per comprenderne la natura e l'attitudine all'antifragilità.